# Stoà Pecile

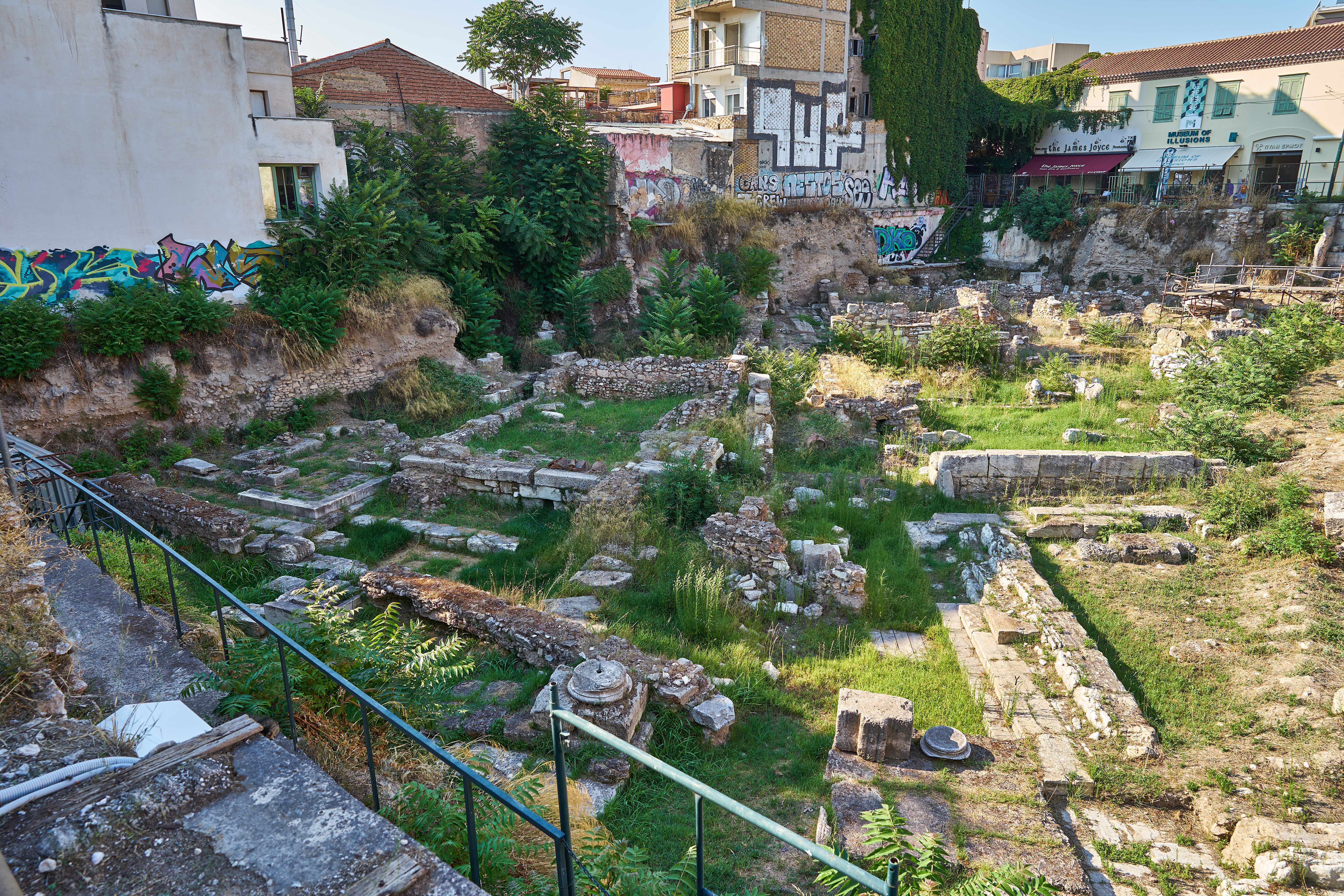
Resti archeologici della Stoà Pecile.

La Stoà Pecile (in greco antico: ποικίλη στοά?, stoà poikile, "portico dipinto") fu eretta tra il 475 e il 450 a.C., nella zona settentrionale dell'agorà di Atene; originariamente era chiamata Portico di Peisianatte (in greco antico: Πεισιανάκτειος στοά?, peisianakteios stoà), dal nome del cognato di Cimone e finanziatore dell'opera.
Il portico, costruito in poros, aveva colonne di ordine dorico all'esterno e di ordine ionico all'interno, con i capitelli ionici in marmo; si estendeva in profondità per 12 metri e 60 centimetri su una crepidine dotata di tre gradini che diventavano quattro verso ovest, per coprire il dislivello del terreno.

## Storia
Originariamente destinata a riunioni pubbliche, questa stoà ha dato il nome a una corrente filosofica, lo stoicismo, fondata da Zenone di Cizio, che era solito esporre e discutere le proprie idee con i suoi discepoli sotto il portico dipinto.
Della decorazione pittorica della stoà furono responsabili il pittore e scultore Micone e Polignoto di Taso. Al tempo di Pausania, che descrive la decorazione senza nominare gli autori (Pausania I, 15, 1), le pitture presenti nel portico includevano:
- una battaglia di Oinoe di soggetto e autore sconosciuti;
- una Amazzonomachia di Micone;
- una Ilioupersis, che Plutarco attribuisce a Polignoto;
- una battaglia di Maratona attribuita dalle fonti a Polignoto, a Micone o a Paneno[4].

La tecnica con la quale vennero eseguiti i dipinti non è conosciuta, ma nelle Epistolæ di Sinesio di Cirene (Epist., 135) si narra dell'asportazione, alla fine del IV secolo, di quelle che vengono definite «tavole» e che possono essere immaginate come pannelli di terracotta o di legno.